# Parker Guitars

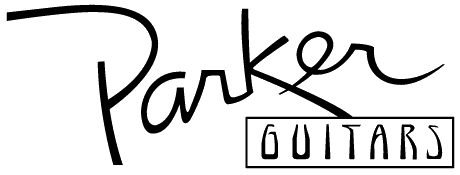
Logo Parker Guitars

Parker Guitars – amerykańskie przedsiębiorstwo produkujące gitary elektryczne oraz basowe założone przez Kena Parkera i Larry’ego Fishmana we wczesnych latach 90., obecnie z siedzibą w Mundelein w stanie Illinois.
W lipcu 1993 r. firma rozpoczęła produkować najsłynniejszy model swoich gitar – „Fly”, składających się z lekkich gatunków drewna oraz materiałów kompozytowych i mających w swej konstrukcji wiele innowacyjnych rozwiązań. W 2004 przedsiębiorstwo zostało przejęte przez US Music Corporation, właściciela takich marek jak Washburn czy Randall. Od tamtego czasu firma rozpoczęła również produkcję budżetowych wersji swoich najsłynniejszych modeli gitar.